# تاریخچه شیمیایی یک شمع
تاریخچه شیمیایی یک شمع (به انگلیسی: The Chemical History of a Candle) عنوان مجموعه ای از شش سخنرانی در مورد شیمی و فیزیک شعله‌های آتش بود که توسط مایکل فارادی در مؤسسه سلطنتی در سال ۱۸۴۸ ارائه شد، به عنوان بخشی از مجموعه سخنرانی‌های کریسمس مؤسسه سلطنتی که به عنوان بخشی از سخنان فارادی در سال ۱۸۲۵ تأسیس شد و هنوز هم هر سال به آنجا داده می‌شود.

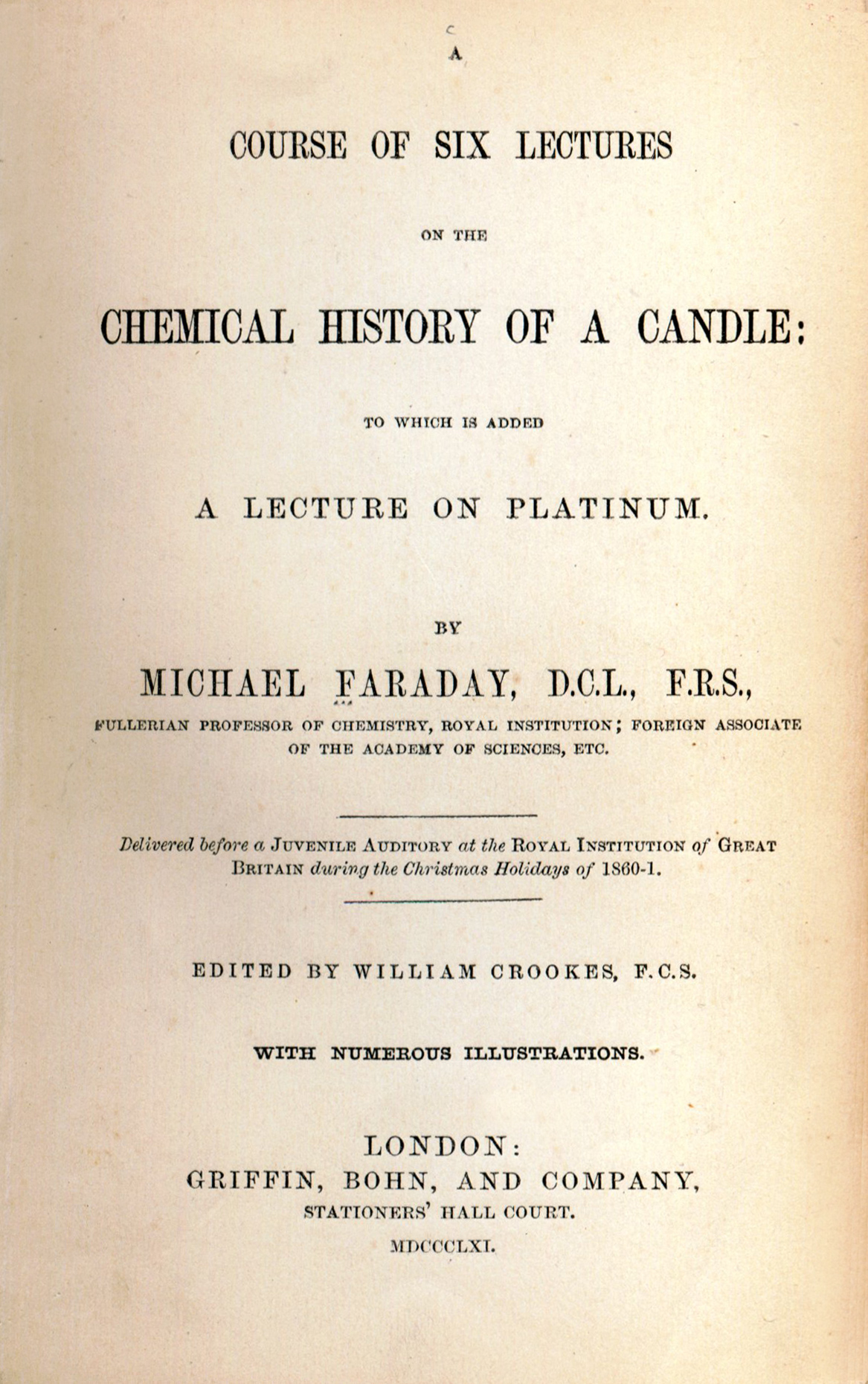
صفحه عنوان به چاپ اول

در این سخنرانی‌ها مناطق مختلف احتراق در شعله شمع و حضور ذرات کربن در منطقه درخشان توصیف شده‌است. این سخنرانی‌ها شامل تولید و بررسی خواص گازهای هیدروژن، اکسیژن، ازت و دی‌اکسید کربن بود. یک سلول الکترولیز نشان داده می‌شود، ابتدا در آبکاری رساناهای پلاتین توسط مس حل شده، سپس تولید گازهای هیدروژن و اکسیژن و نوترکیب آنها برای تشکیل آب انجام می‌شود. خواص آب خود مورد مطالعه قرار گرفته‌است، از جمله انبساط آن در هنگام انجماد (رگ‌های آهن با این انبساط پشت سر هم) و میزان نسبی بخار تولید شده در هنگام تبخیر آب. تکنیک‌های برای اندازه‌گیری گازها بر روی تعادل نشان داده شده‌است. فشار اتمسفر توصیف شده و تأثیرات آن نشان داده شده‌است.
فارادی تأکید می‌کند که ممکن است چندین مورد از تظاهرات و آزمایش‌های انجام شده در سخنرانی توسط کودکان «در خانه» انجام شود و در رابطه با توجه مناسب به ایمنی، اظهارات متعددی انجام می‌دهد.
این سخنرانی‌ها برای اولین بار به عنوان کتاب در سال ۱۸۶۱چاپ شد.
در سال ۲۰۱۶، بیل هماک سری ویدیویی از سخنرانی‌ها را که به تفسیر و یک کتاب همراه منتشر شده بود ، منتشر کرد. ایده‌های فارادی هنوز به عنوان پایه ای برای آموزش آزاد دربارهٔ انرژی در مدارس ابتدایی و متوسطه نوین استفاده می‌شود

## مطالب شش سخنرانی
سخنرانی ۱: شمع: شعله - منابع آن - ساختار - تحرک - روشنایی
سخنرانی ۲: روشنایی شعله - هوای لازم برای احتراق - تولید آب
سخنرانی ۳: محصولات: آب حاصل از احتراق - طبیعت آب - یک ترکیب - هیدروژن
سخنرانی ۴: هیدروژن موجود در شمع - سوختگی در آب - قسمت دیگر آب - اکسیژن
سخنرانی ۵: اکسیژن موجود در هوا - طبیعت جو - خاصیت آن - سایر محصولات شمع - اسید کربنیک - خواص آن
سخنرانی۶: کربن یا زغال‌سنگ - تنفس گاز زغال‌سنگ و قیاس آن با سوزاندن شمع - نتیجه‌گیری